# Dicranomyia canterburiana
Dicranomyia canterburiana là một loài ruồi trong họ Limoniidae. Chúng phân bố ở miền Australasia.